# José Bonifácio, o Moço
José Bonifácio de Andrada e Silva (Bordéus, 8 de novembro de 1827 — São Paulo, 26 de outubro de 1886) foi um poeta, jurista, professor e político brasileiro.
Da segunda geração e segundo político deste nome da família dos Andradas, filho de Martim Francisco Ribeiro de Andrada e Gabriela Frederica Ribeiro de Andrada (o pai era irmão e a mãe era filha de José Bonifácio de Andrada e Silva, o Patriarca da Independência), nasceu na França por ocasião do exílio da família após a dissolução da Assembleia Constituinte de 1823 por D. Pedro I.

## Biografia
Apelidado de "o moço", para distingui-lo de seu avô, "o Patriarca da Independência", que era pai de sua mãe e irmão de seu pai. Fez os primeiros estudos em São Paulo. Aos 14 anos ingressou na Escola Militar da Corte, de onde se afastou em 1846, sem terminar o curso. Formou-se em 1853 pela Faculdade de Direito de São Paulo. Foi professor de direito na escola de Recife e depois em São Paulo, tendo sido titular da cadeira de Direito Criminal e da de Direito Civil. Teve como alunos figuras como Rui Barbosa, Castro Alves, Joaquim Nabuco, Rodrigues Alves e Afonso Pena. 

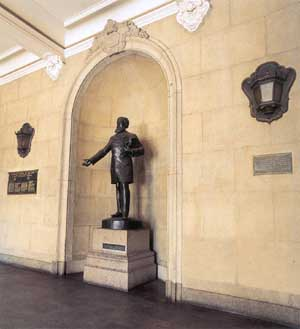
Estátua de José Bonifácio, o Moço na Faculdade de Direito de São Paulo.

Foi deputado provincial (1860) e deputado geral por São Paulo de 1861 a 1868 e de 1878 a 1879 e senador do Império do Brasil de 1879 a 1886. Orador e escritor de estilo romântico, notabilizou-se pela defesa do sistema parlamentarista e do voto dos analfabetos. Foi também ministro da Marinha em 1862 e do Império em 1864, participou do movimento abolicionista defendendo a libertação dos escravos de forma imediata e sem indenização. Rejeitou o cargo de Presidente do Conselho de Ministros em 1883 que lhe foi oferecido pelo Imperador D. Pedro II.
Era casado com sua prima, Adelaide Eugênia da Costa Aguiar de Andrada em primeiras núpcias e após o seu falecimento casou-se em segundas núpcias com Rafaela de Souza Aguiar Gurgel do Amaral. Do primeiro casamento teve os seguintes filhos: José Bonifácio, Martim Francisco, Narcisa, Maria Flora e Gabriela.
Rui Barbosa fez um pronunciamento prestando-lhe homenagem póstuma no Teatro São José, em sessão cívica em 1886.

## Academia Brasileira de Letras
Foi escolhido por Medeiros e Albuquerque como patrono da cadeira 22 da Academia Brasileira de Letras, fundada em 1897, e como patrono da cadeira 7 da Academia Paulista de Letras, fundada em 1909.